# Pilocrocis unipunctalis
Pilocrocis unipunctalis là một loài bướm đêm trong họ Crambidae.